# Kroneckerův součin matic
Kroneckerův součin matic nebo krátce Kroneckerův součin je pojem z oboru lineární algebry, podoboru matematiky. Jedná se o zvláštní druh součinu dvou matic libovolných rozměrů. Výsledkem je větší bloková matice, jejíž jednotlivé prvky jsou součiny všech možných párů prvků vstupních matic. 
Jde o zúžení tenzorového součinu (oba jsou značeny stejným symbolem {\displaystyle \otimes }) z vektorů na matice a dává matici lineárního zobrazení tenzorového součinu vzhledem ke standardní bázi.  Kroneckerův součin je třeba odlišovat od obvyklého součinu matic, což je zcela odlišná operace. Kroneckerův součin se také někdy nazývá přímý maticový součin.

## Definice
Je-li {\displaystyle {\boldsymbol {A}}} matice typu {\displaystyle m\times n} a {\displaystyle {\boldsymbol {B}}} matice typu {\displaystyle p\times r}, pak Kroneckerův součin je definován jako matice {\displaystyle {\boldsymbol {C}}={\boldsymbol {A}}\otimes {\boldsymbol {B}}} typu {\displaystyle mp\times nr} ve tvaru:
{\displaystyle {\boldsymbol {C}}=(a_{i,j}\cdot {\boldsymbol {B}})={\begin{pmatrix}a_{1,1}{\boldsymbol {B}}&\cdots &a_{1,n}{\boldsymbol {B}}\\\vdots &\ddots &\vdots \\a_{m,1}{\boldsymbol {B}}&\cdots &a_{m,n}{\boldsymbol {B}}\end{pmatrix}}}
Jinak vyjádřeno:
{\displaystyle {{\boldsymbol {A}}\otimes {\boldsymbol {B}}}={\begin{pmatrix}a_{1,1}b_{1,1}&a_{1,1}b_{1,2}&\cdots &a_{1,1}b_{1,r}&\cdots &\cdots &a_{1,n}b_{1,1}&a_{1,n}b_{1,2}&\cdots &a_{1,n}b_{1,r}\\a_{1,1}b_{2,1}&a_{1,1}b_{2,2}&\cdots &a_{1,1}b_{2,r}&\cdots &\cdots &a_{1,n}b_{2,1}&a_{1,n}b_{2,2}&\cdots &a_{1,n}b_{2,r}\\\vdots &\vdots &\ddots &\vdots &&&\vdots &\vdots &\ddots &\vdots \\a_{1,1}b_{p,1}&a_{1,1}b_{p,2}&\cdots &a_{1,1}b_{p,r}&\cdots &\cdots &a_{1,n}b_{p,1}&a_{1,n}b_{p,2}&\cdots &a_{1,n}b_{p,r}\\\vdots &\vdots &&\vdots &\ddots &&\vdots &\vdots &&\vdots \\\vdots &\vdots &&\vdots &&\ddots &\vdots &\vdots &&\vdots \\a_{m,1}b_{1,1}&a_{m,1}b_{1,2}&\cdots &a_{m,1}b_{1,r}&\cdots &\cdots &a_{m,n}b_{1,1}&a_{m,n}b_{1,2}&\cdots &a_{m,n}b_{1,r}\\a_{m,1}b_{2,1}&a_{m,1}b_{2,2}&\cdots &a_{m,1}b_{2,r}&\cdots &\cdots &a_{m,n}b_{2,1}&a_{m,n}b_{2,2}&\cdots &a_{m,n}b_{2,r}\\\vdots &\vdots &\ddots &\vdots &&&\vdots &\vdots &\ddots &\vdots \\a_{m,1}b_{p,1}&a_{m,1}b_{p,2}&\cdots &a_{m,1}b_{p,r}&\cdots &\cdots &a_{m,n}b_{p,1}&a_{m,n}b_{p,2}&\cdots &a_{m,n}b_{p,r}\end{pmatrix}}}

### Ukázka
{\displaystyle {\begin{pmatrix}1&2\\3&4\\5&6\end{pmatrix}}\otimes {\begin{pmatrix}7&8\\9&0\end{pmatrix}}={\begin{pmatrix}1\cdot {\begin{pmatrix}7&8\\9&0\end{pmatrix}}&2\cdot {\begin{pmatrix}7&8\\9&0\end{pmatrix}}\\\\3\cdot {\begin{pmatrix}7&8\\9&0\end{pmatrix}}&4\cdot {\begin{pmatrix}7&8\\9&0\end{pmatrix}}\\\\5\cdot {\begin{pmatrix}7&8\\9&0\end{pmatrix}}&6\cdot {\begin{pmatrix}7&8\\9&0\end{pmatrix}}\end{pmatrix}}={\begin{pmatrix}7&8&\!\!\!&14&16\\9&0&\!\!\!&18&0\\[0.6em]21&24&\!\!\!&28&32\\27&0&\!\!\!&36&0\\[0.6em]35&40&\!\!\!&42&48\\45&0&\!\!\!&54&0\end{pmatrix}}}

## Vlastnosti

### Operace
Kroneckerův součin není komutativní, to znamená, že existují matice {\displaystyle {\boldsymbol {A}}} a {\displaystyle {\boldsymbol {B}}} pro něž platí:
{\displaystyle {\boldsymbol {A}}\otimes {\boldsymbol {B}}\neq {\boldsymbol {B}}\otimes {\boldsymbol {A}}}
například:
{\displaystyle {\begin{pmatrix}1\\1\\\end{pmatrix}}\otimes {\begin{pmatrix}1\\2\end{pmatrix}}={\begin{pmatrix}1\\2\\1\\2\\\end{pmatrix}}\neq {\begin{pmatrix}1\\1\\2\\2\\\end{pmatrix}}={\begin{pmatrix}1\\2\end{pmatrix}}\otimes {\begin{pmatrix}1\\1\\\end{pmatrix}}}

V závislosti na typech matic {\displaystyle m\times n} a {\displaystyle p\times r}
existují permutační matice {\displaystyle {\boldsymbol {P}},{\boldsymbol {Q}}} takové, že 
pro každé dvě matice {\displaystyle {\boldsymbol {A}}} typu {\displaystyle m\times n} a {\displaystyle {\boldsymbol {B}}} typu {\displaystyle p\times r} splňují vztah:
{\displaystyle {\boldsymbol {A}}\otimes {\boldsymbol {B}}={\boldsymbol {P}}({\boldsymbol {B}}\otimes {\boldsymbol {A}}){\boldsymbol {Q}}}
Pro čtvercové matice {\displaystyle {\boldsymbol {A}}} a {\displaystyle {\boldsymbol {B}}} jsou tyto permutační matice navzájem transponované, čili {\displaystyle {\boldsymbol {P}}={\boldsymbol {Q}}^{\mathsf {T}}}.
Kroneckerův součin je asociativní, neboli:
{\displaystyle {\boldsymbol {A}}\otimes ({\boldsymbol {B}}\otimes {\boldsymbol {C}})=({\boldsymbol {A}}\otimes {\boldsymbol {B}})\otimes {\boldsymbol {C}}}
Transpozice výsledné matice odpovídá Kroneckerovu součinu transponovaných vstupů:
{\displaystyle ({\boldsymbol {A}}\otimes {\boldsymbol {B}})^{\mathsf {T}}={\boldsymbol {A}}^{\mathsf {T}}\otimes {\boldsymbol {B}}^{\mathsf {T}}}
Podobně pro komplexně sdruženou matici a hermitovsky sdruženou matici platí {\displaystyle {\overline {{\boldsymbol {A}}\otimes {\boldsymbol {B}}}}={\overline {\boldsymbol {A}}}\otimes {\overline {\boldsymbol {B}}}} a {\displaystyle ({\boldsymbol {A}}\otimes {\boldsymbol {B}})^{\mathsf {H}}={\boldsymbol {A}}^{\mathsf {H}}\otimes {\boldsymbol {B}}^{\mathsf {H}}}
Kroneckerův součin je bilineární vzhledem k součtu:
{\displaystyle {\boldsymbol {A}}\otimes ({\boldsymbol {B}}+{\boldsymbol {C}})={\boldsymbol {A}}\otimes {\boldsymbol {B}}+{\boldsymbol {A}}\otimes {\boldsymbol {C}}} ,
{\displaystyle ({\boldsymbol {B}}+{\boldsymbol {C}})\otimes {\boldsymbol {A}}={\boldsymbol {B}}\otimes {\boldsymbol {A}}+{\boldsymbol {C}}\otimes {\boldsymbol {A}}}
a také
{\displaystyle \lambda ({\boldsymbol {A}}\otimes {\boldsymbol {B}})=(\lambda {\boldsymbol {A}})\otimes {\boldsymbol {B}}={\boldsymbol {A}}\otimes (\lambda {\boldsymbol {B}})}
Jsou součiny {\displaystyle {\boldsymbol {AC}}} a {\displaystyle {\boldsymbol {BD}}} definovány, pak platí:
{\displaystyle {\boldsymbol {AC}}\otimes {\boldsymbol {BD}}=({\boldsymbol {A}}\otimes {\boldsymbol {B}})({\boldsymbol {C}}\otimes {\boldsymbol {D}})}

### Charakteristiky
Pro stopu čtvercových matic {\displaystyle {\boldsymbol {A}}} a {\displaystyle {\boldsymbol {B}}} platí:
{\displaystyle \operatorname {tr} ({\boldsymbol {A}}\otimes {\boldsymbol {B}})=\operatorname {tr} {\boldsymbol {A}}\cdot \operatorname {tr} {\boldsymbol {B}}}
Pro hodnost platí:
{\displaystyle \operatorname {rank} ({\boldsymbol {A}}\otimes {\boldsymbol {B}})=\operatorname {rank} {\boldsymbol {A}}\cdot \operatorname {rank} {\boldsymbol {B}}}
Jsou-li {\displaystyle {\boldsymbol {A}}} a{\displaystyle {\boldsymbol {B}}} čtvercová matice řádů {\displaystyle n}, resp. {\displaystyle m}, pak pro determinant platí:
{\displaystyle \det({\boldsymbol {A}}\otimes {\boldsymbol {B}})=(\det {\boldsymbol {A}})^{m}(\det {\boldsymbol {B}})^{n}\,{\det }^{n}(B)}
Jsou {\displaystyle \lambda _{1},\dots ,\lambda _{n}} vlastní čísla matice {\displaystyle {\boldsymbol {A}}} a {\displaystyle \mu _{1},\dots ,\mu _{m}} vlastních čísla matice {\displaystyle {\boldsymbol {B}}}, pak {\displaystyle \lambda _{i}\mu _{j}\colon i\in \{1,\dots ,n\},j\in \{1,\dots ,m\}} jsou vlastní čísla součinu {\displaystyle {\boldsymbol {A}}\otimes {\boldsymbol {B}}}. 
V důsledku pro spektrální normu platí:
{\displaystyle \|{\boldsymbol {A}}\otimes {\boldsymbol {B}}\|_{2}=\|{\boldsymbol {A}}\|_{2}\cdot \|{\boldsymbol {B}}\|_{2}}

### Inverze
Jsou-li matice {\displaystyle {\boldsymbol {A}},{\boldsymbol {B}}} regulární, pak součin {\displaystyle {\boldsymbol {A}}\otimes {\boldsymbol {B}}} je také regulární s inverzní maticí:
{\displaystyle ({\boldsymbol {A}}\otimes {\boldsymbol {B}})^{-1}={\boldsymbol {A}}^{-1}\otimes {\boldsymbol {B}}^{-1}}
Analogicky pro Mooreova-Penrosova inverze platí:
{\displaystyle ({\boldsymbol {A}}\otimes {\boldsymbol {B}})^{+}={\boldsymbol {A}}^{+}\otimes {\boldsymbol {B}}^{+}}
Dokonce platí i obecnější vztah, že jsou-li {\displaystyle {\boldsymbol {A}}^{-}} a {\displaystyle {\boldsymbol {B}}^{-}} zobecněné inverzní matice k {\displaystyle {\boldsymbol {A}}} a {\displaystyle {\boldsymbol {B}}}, potom matice {\displaystyle {\boldsymbol {A}}^{-}\otimes {\boldsymbol {B}}^{-}} je zobecněná inverzní matice k součinu {\displaystyle {\boldsymbol {A}}\otimes {\boldsymbol {B}}}.

## Kroneckerův součet
Pomocí Koroneckerova součinu s jednotkové matice lze definovat Kroneckerův součet čtvercové matice {\displaystyle {\boldsymbol {A}}} řádu {\displaystyle n} a čtvercové matice {\displaystyle {\boldsymbol {B}}} řád {\displaystyle m} předpisem:
{\displaystyle {\boldsymbol {A}}\oplus {\boldsymbol {B}}={\boldsymbol {A}}\otimes \mathbf {I} _{m}+\mathbf {I} _{n}\otimes {\boldsymbol {B}}}
což je jiná operace než přímý (direktní) součet dvou matic.

## Maticové rovnice
Kroneckerův součin lze použít k získání vhodné reprezentace některých maticových rovnic. Rovnici {\displaystyle {\boldsymbol {AXB}}={\boldsymbol {C}}}, kde {\displaystyle {\boldsymbol {A}}}, {\displaystyle {\boldsymbol {B}}} a {\displaystyle {\boldsymbol {C}}} jsou dané maticemi a matice {\displaystyle {\boldsymbol {X}}} je neznámá, lze přepsat do tvaru
{\displaystyle \left({\boldsymbol {B}}^{\textsf {T}}\otimes {\boldsymbol {A}}\right)\,\operatorname {vec} ({\boldsymbol {X}})=\operatorname {vec} ({\boldsymbol {AXB}})=\operatorname {vec} ({\boldsymbol {C}})}
kde symbol {\displaystyle \operatorname {vec} {\boldsymbol {M}}} značí vektorizaci matice {\displaystyle {\boldsymbol {M}}}, vytvořené naskládáním sloupců {\displaystyle {\boldsymbol {M}}} do jednoho sloupcového vektoru.
Jsou-li totiž matice {\displaystyle {\boldsymbol {X}}} a {\displaystyle {\boldsymbol {C}}} přerovnány podle řádků do sloupcových vektorů {\displaystyle {\boldsymbol {u}}} a {\displaystyle {\boldsymbol {v}}}, pak platí:
{\displaystyle {\boldsymbol {v}}=\operatorname {vec} \left(({\boldsymbol {AXB}})^{\textsf {T}}\right)=\operatorname {vec} \left({\boldsymbol {B}}^{\textsf {T}}{\boldsymbol {X}}^{\textsf {T}}{\boldsymbol {A}}^{\textsf {T}}\right)=\left({\boldsymbol {A}}\otimes {\boldsymbol {B}}^{\textsf {T}}\right)\operatorname {vec} \left({\boldsymbol {X^{\textsf {T}}}}\right)=\left({\boldsymbol {A}}\otimes {\boldsymbol {B}}^{\textsf {T}}\right){\boldsymbol {u}}}
Rovnice {\displaystyle {\boldsymbol {AXB}}={\boldsymbol {C}}} má jedinečné řešení, právě když {\displaystyle {\boldsymbol {A}}} a {\displaystyle {\boldsymbol {B}}} jsou regulární.
Uvedený výpočet lze s výhodou použít pro matice speciálních vlastností. Pro matice {\displaystyle {\boldsymbol {A}}} a {\displaystyle {\boldsymbol {B}}} řádu {\displaystyle n}, vyžaduje již sestavení matice {\displaystyle {\boldsymbol {{\boldsymbol {B}}^{\textsf {T}}\otimes {\boldsymbol {A}}}}} celkem {\displaystyle \Omega (n^{4})} aritmetických operací, zatímco přímočarý výpočet {\displaystyle {\boldsymbol {X}}={\boldsymbol {A}}^{-1}{\boldsymbol {C}}{\boldsymbol {B}}^{-1}} jen {\displaystyle O(n^{3})} aritmetických operací.

### Aplikace
Příklad použití tohoto vzorce je uveden v článku o Ljapunovově rovnici(en). Vzorec lze využít v případě, kdy maticové normální rozdělení je speciální případ vícerozměrného normálního rozdělení nebo pro reprezentaci operací zpracování 2D obrazu ve formě maticového vektoru.
Pokud je možné danou matici rozložit na Kroneckerův součin menších matic, pak její součin s jinými maticemi lze provést rychleji pomocí výše uvedeného vzorce. U Radix-2 rychlé Fourierovy transformace (FFT} a rychlé Walsh-Hadamardovy transformace lze  tento postup použít rekurentně. Problém rozkladu dané matice na Kroneckerův součin dvou menších matic je známý jako problém „nejbližšího Kroneckerova součinu“ a lze jej vyřešit pomocí singulárního rozkladu (SVD). Optimálním způsobem rozdělit matici na Kroneckerův součin více než dvou matic je obtížným problémem a předmětem pokračujícího výzkumu.

## Historie
Kroneckerův součin je pojmenován po německém matematikovi Leopoldu Kroneckerovi (1823–1891), i když existuje jen málo důkazů o tom, že by jej definoval a používal jako první. Kroneckerův součin byl také nazýván Zehfussovou maticí a Zehfussovým součinem podle Georga Zehfusse(de), který jej popsal roku 1858.   Špatné přisouzení Kroneckerovi spíše než Zehfussovi bylo způsobeno Kurtem Henselem. 